# Østre Landsdelskommando
Østre Landsdelskommando (ØLK; i daglig tale ELK) (indtil 1950: 1. Generalkommando) var en kommando i Hæren, som udgjorde den øverste militære ledelse på Sjælland. Kommandoen blev nedlagt 31. december 1990 og erstattet 1. januar 1991 af Østre Landkommando som en operativ NIV III-myndighed under Hærens Operative Kommando.
For Fyn og Jylland fandtes tilsvarende en Vestre Landsdelskommando.

## Historie
I 1815 blev der oprettet fire generalkommandoer i Danmark for henholdsvis Sjælland, Fyn, Nørrejylland og Hertugdømmerne. Efter krigen 1864 blev generalkommandoen for Fyn og Nørrejylland slået sammen (2. Generalkommando, senere Vestre Landsdelskommando).
Efter Hærloven af 1909 havde 1. Generalkommando på Sjælland otte garnisonsbyer under sig (København, Helsingør, Roskilde, Ringsted, Slagelse, Holbæk, Næstved og Vordingborg) og enhederne:
- 1. Division: Den Kongelige Livgarde, 1., 2., og 11. regiment og 1. artilleriafdeling:
- 2. Division: 3., 4., og 12. regiment, 1. rytterregiment, 2. artilleriafdeling.
- 3. Division (stab i Roskilde): 5., 7., 8. og 13. regiment, 26. bataljon af 6. regiment, 2. rytterregiment, 2. artilleriregiment
- Herudover Fæstningsartilleriregimentet, Kystartilleri- og Ingeniørregimentet med undtagelse af 1. kompagni samt Trænafdelingen

Til hjælp havde den kommanderende general en generalmajor (kommandanten i København)
Østre Landsdelskommando fik i 1950 domicil i Sjællandske Divisions lokaler i Midterpavillonen på Livgardens Kaserne ved Rosenborg i København. I 1965 flyttede kommandoen til Østerbrogade 28 (nu Dag Hammarskiölds Allé 28) i København. Fra 2. maj 1978 til nedlæggelsen havde kommandoen domicil på Ringsted Kaserne.
I en periode i 1960'erne var der indrettet alternativt krigshovedkvarter for Østre Landsdelskommando i nordvesthjørnet af infanterikasernen på Garderhøjfortet i Jægersborg.
ELK's dispositionsenheder fra 1961 (brigader, kampgrupper, militærregioner m.v.):
- 1. Sjællandske Brigade; 1961-1997 / 1997-2000 (under Danske Division fra 1997)
- 2. Sjællandske Brigade; 1961-1994 / Den Danske Internationale Brigade (DIB) 1994-2000 (herefter under Hærens Operative Kommando)
- 3. Sjællandske Brigade; 1961-1974 (nedlagt)
- 1. Sjællandske Kampgruppe; 1983-1996 (nedlagt ifm. opstilling af Sjællandske Kampgruppe)
- 2. Sjællandske Kampgruppe; 1983-2000 (nedlagt ifm. opstilling af Sjællandske Kampgruppe)
- 3. Sjællandske Kampgruppe; 1983-2000 (nedlagt ifm. opstilling af Sjællandske Kampgruppe)
- 4. Sjællandske Kampgruppe; 1983-1990 (nedlagt ifm. opstilling af 4. Kampgruppe i Jylland)
- Militærregion V; 1953-2000 (overgik til Hærens Operative Kommando)
- Militærregion VI; 1953-2000 (overgik til Hærens Operative Kommando)
- Bornholm Region; 1953-1991 / Militærregion VII 1991-2000 (overgik til Hærens Operative Kommando)
- Militærregion VIII; 1953-2000 (konverteret til Militærdistrikt Vordingborg/Militærregion V)
- Opklaringsbataljon/Gardehusarregimentet; 1961-2000 (overført til Bornholm)

## Chefer

### 1. Generalkommando
Denne liste er ufuldstændig; hjælp gerne med at udfylde den.
- 1839-1855 Arveprins Ferdinand
- 1855-1858 Frederik Bülow
- 1858-1863 Arveprins Ferdinand (igen)
- 1864-1865 Christian de Meza
- 1865-1867 Cai Hegermann-Lindencrone
- 1867-1879 Paul Scharffenberg
- 1879-1881 Julius Nielsen
- 1881-1891 Wilhelm Kauffmann
- 1891-1894 Carl Tvermoes
- 1894-1897 J.J. Bahnson
- 1897-1901 Johannes Zeuthen Schroll
- 1903-1905 Georg Zachariae
- 1905-1908 Arnold Kühnel
- 1908-1909 Christian Lütken
- 1909-1917 Vilhelm Gørtz
- 1917-1918 August Tuxen
- 1918-1926 Ellis Wolff

### Østre Landsdelskommando / Østre Landkommando
Denne liste er ufuldstændig; hjælp gerne med at udfylde den.
- 01-10-1950 - 30-04-1957 Valdemar Bjerregaard
- 01-05-1957 - 30-11-1965 Erik Kragh
- 01-12-1965 - 30-11-1969 Flemming Bussenius Larsen
- 01-12-1969 - 23-01-1975 S.B.R. Helsøe
- 01-03-1975 - 31-08-1977 Jørgen Andreassen (de)
- 01-09-1977 - 31-10-1980 Otto K. Lind
- 01-11-1980 - 30-09-1984 Niels-Aage Rye Andersen(wd)
- 01-10-1984 - 31-01-1990 Hieronymus Thomassøn Havning
- 01-02-1990 - 30-11-1993 Jørgen Christian Essemann
- 01-12-1993 - 31-10-1994 Claus Christian Ahnfeldt-Mollerup
- 01-11-1994 - 31-08-1996 Ulf Scheibye
- 01-09-1996 - 31-03-1998 J.Chr. Frandsen
- 01-04-1998 - 31-12-2000 Gustav Grüner